# Samuel Wodi Jimba
Samuel Wodi Jimba (ur. 10 października 1961 w stanie Nasarawa w Nigerii) – od 27 sierpnia 2012 akredytowany jako ambasador nadzwyczajny i pełnomocny Federacyjnej Republiki Nigerii w Rzeczypospolitej Polskiej.
Wykształcenie:
- 1980 – dyplom w dziedzinie bibliotekarstwa na Uniwersytecie im. Ahmadou Bello w Zaria
- 1985 – licencjat w zakresie bibliotekarstwa na powyższym Uniwersytecie
- 1992 – magisterium w dziedzinie studiów bibliotecznych i archiwalnych na Uniwersytecie w Ibadanie
- 2001 – doktorat w zakresie nauk bibliotecznych oraz informacji na Uniwersytecie w Ibadanie.

Kariera zawodowa:
- od 1980 – pracował na rozmaitych stanowiskach bibliotekarza, aż do najwyższych
- 1999‑2003 – dyrektor stron internetowych w rządzie stanu Nasarawa
- 2003‑2008 – w służbie łączności rządu stanu Nasarawa
- 2008‑2010 – dyrektor ds. badań i dokumentacji w rządzie stanu Nasarawa
- 2010‑2011 – stały sekretarz w Ministerstwie Informacji i Kształcenia stanu Nasarawa.

Żonaty, ma dzieci.